# شن تونغ
شن تونغ (بالصينية: 沈彤) هو شخصية أعمال ورائد أعمال صيني، ولد في 30 يوليو 1968 في بكين في الصين.

## وصلات خارجية
- شن تونغ على موقع IMDb (الإنجليزية)